# Gateway Center
El Gateway Center es un complejo comercial en Newark, Nueva Jersey. Ubicado en el centro al oeste de la Penn Station entre Raymond Boulevard y Market Street; la McCarter Highway atraviesa el complejo. Las vías aéreas y los centros comerciales peatonales interconectan todas las torres de oficinas, un hotel Hilton, la estación de tren y el Centro Jurídico de Newark. Construido en fases a finales del siglo XX, comprende algunos de los edificios más altos de la ciudad, dos diseñados por Victor Gruen Associates y dos por Grad Associates.

## Historia
Fue concebido como parte del "New Newark". Construido en un área de renovación urbana que se consideraba arruinada, fue un intento temprano de restaurar la reputación y rejuvenecer el negocio en Newark, que había experimentado un severo deterioro urbano en la década anterior. Prudential Insurance comprometió originalmente 18 millones de dólares de financiamiento a largo plazo. 
La primera fase incluyó Gateway One, un vestíbulo y centro comercial, y el Downtowner Motor Inn, que luego se convirtió en un hotel Hilton. La segunda fase, Gateway Two, fueron las oficinas de Western Electric Company. El complejo era autónomo, lo que permitía a los inquilinos y visitantes permanecer dentro del interior. Un centro comercial peatonal un nivel por encima de la calle conectaba todas las partes del complejo conectadas a Penn Station por una pasarela elevada acristalada que se extendía sobre Raymond Plaza. 
Otra pasarela se extendió a lo largo de McCarter Highway para conectar Gateway One y Gateway Two. Las pasarelas estaban destinadas a separar el tráfico de vehículos y peatones y proporcionar seguridad a los viajeros cautelosos. Estos se completaron en 1972. Gateway Three y Gateway Four se completaron en 1985 y 1988, respectivamente.

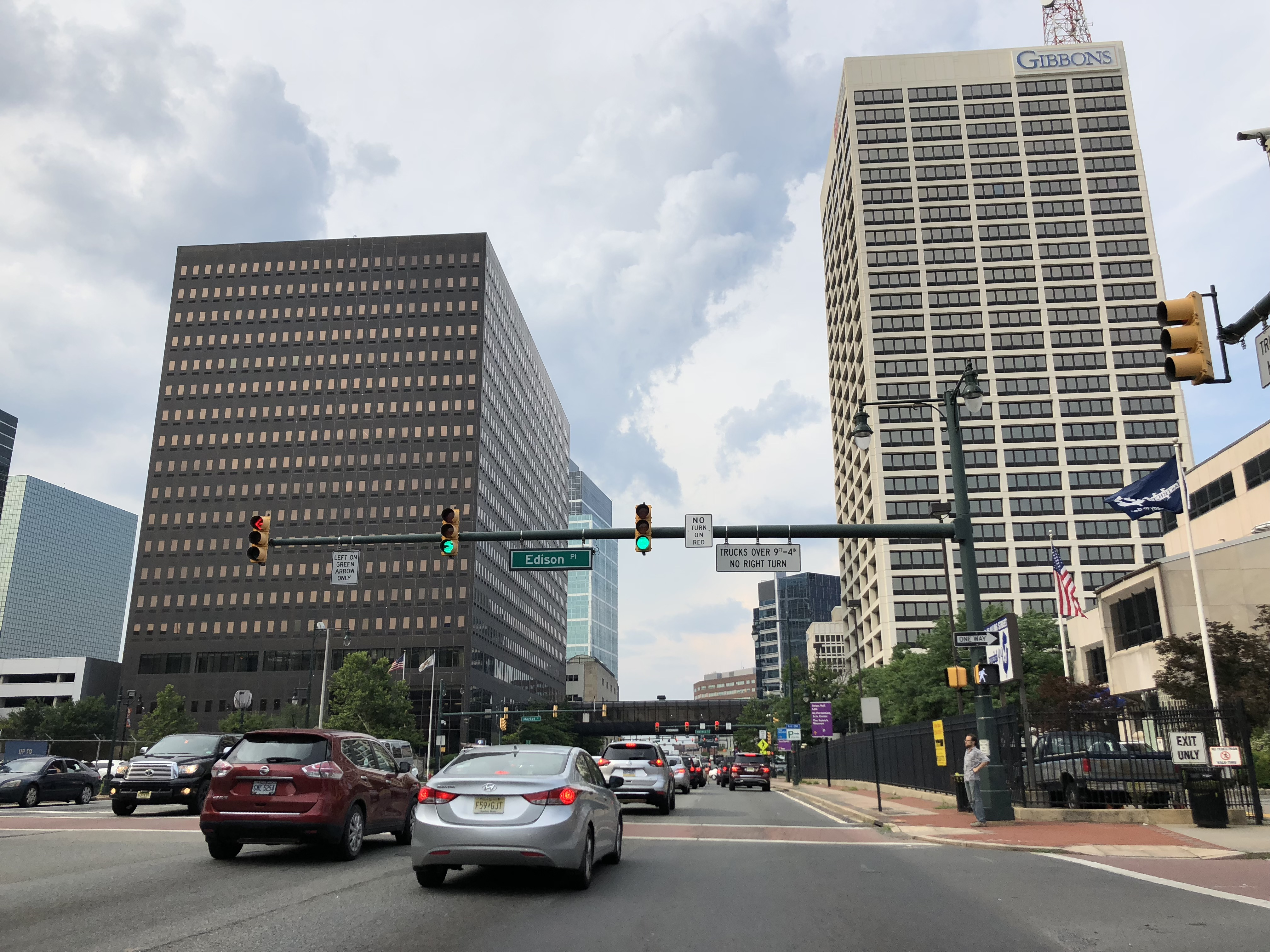
McCarter Highway entre Gateway 1 (derecha) y Gateway 2.

Los planes originales requerían un Gateway Five y un Gateway Six, pero no están construidos, el terreno disponible se alquila como áreas de estacionamiento cerca del Prudential Center y el parque Mulberry Commons. En 2019 se anunció que se realizaría una importante renovación de los espacios públicos para integrar mejor el complejo al nivel de la calle de la ciudad.

### 2 Gateway
2 Gateway es un edificio de oficinas de Clase A en la esquina de Market Street y McCarter Highway en el corazón del "Triángulo de los mil millones de dólares" de Newark. El edificio de 18 pisos se completó en 1972 y se renovó en 1994 y 2015 El edificio tiene un total de 832,550 pies cuadrados. Es el primer edificio en Nueva Jersey en obtener la certificación Platinum de WiredScore por su mejor infraestructura y conectividad. 
NJTV, la red de televisión pública de Nueva Jersey, trasladó su sede al 2 Gateway Center en mayo de 2015. Agnes Varis Studio de NJTV permite a las personas y los viajeros que pasan por el vestíbulo ver el estudio que albergará NJTV News con Mary Alice Williams.